# 대한민국 상법 제104조
대한민국 상법 제104조는 통지의무, 계산서제출의무에 대한 상법총칙의 조문이다.

## 조문
제104조 (통지의무, 계산서제출의무) 위탁매매인이 위탁받은 매매를 한 때에는 지체없이 위탁자에 대하여 그 계약의 요령과 상대방의 주소, 성명의 통지를 발송하여야 하며 계산서를 제출하여야 한다.

## 같이 보기
- 위탁매매인